# Hon'inbō
Hon'inbō (本因坊, transcrit en général Honinbo) était l'une des quatre grandes écoles de go du Japon, et désigne désormais l'un des principaux titres japonais de jeu de go, dont le détenteur est décidé par un tournoi.

## École Hon'inbō
Créée en 1612 sous l'impulsion du shogun Tokugawa Ieyasu, l'école Hon'inbō (dont le nom vient de  celui de la pagode que gardait le fondateur de l'école, Sansa)  perdura jusqu'en 1940. Lorsque l'école ferma, Hon'inbō devint le nom d'un titre de go.
Hon'inbō Shūsaku (1829-1862), surnommé l'Invincible et toujours considéré comme un des plus grands génies de l'histoire du go, aurait dû accéder à la tête de l'école, s'il n'avait succombé au choléra à l'âge de 33 ans.

### Maîtres de l'école Hon'inbō
- 1er Hon'inbō, Sansa (算砂, 1612-1623) (également connu sous le nom de Nikkai)
- 2e Hon'inbō, San'etsu (算悦, 1630-1658)
- 3e Hon'inbō, Doetsu (道悦, 1658-1677)
- 4e Hon'inbō, Dōsaku (道策, 1677-1702)
  - successeur au Hon'inbō, Dōteki (道的) (ce qui veut dire qu'il aurait dû lui succéder, mais est mort prématurément)
  - successeur au Hon'inbō, Sakugen(策元)
- 5e Hon'inbō, Dōchi (道知, 1702-1727)
- 6e Hon'inbō, Chihaku (知伯, 1727-1733)
- 7e Hon'inbō, Shuhaku (秀伯, 1733-1741)
- 8e Hon'inbō, Hakugen (伯元, 1741-1754)
- 9e Hon'inbō, Satsugen (察元, 1754-1788)
- 10e Hon'inbō, Retsugen (烈元, 1788-1808)
- 11e Hon'inbō, Genjo (元丈, 1809-1827)
- 12e Hon'inbō, Jōwa (丈和, 1827-1839)
- 13e Hon'inbō, Josaku (丈策, 1839-1847)
- 14e Hon'inbō, Shuwa (秀和, 1847-1873)
  - successeur au Hon'inbō, Shūsaku (秀策)
- 15e Hon'inbō, Shuetsu (秀悦, 1873-1879)
- 16e Hon'inbō, Shugen (秀元, 1879-1884)
- 17e Hon'inbō, Shuei (秀栄, 1884-1886)
- 18e Hon'inbō, Shuho (秀甫, 1886)
- 19e Hon'inbō, Shuei (秀栄, 1887-1907)
- 20e Hon'inbō, Shugen (秀元, 1907-1908)
- 21e Hon'inbō, Shūsai (秀哉, 1908-1940)

## Tournoi Hon'inbō
Le tournoi Hon'inbō est sponsorisé par le Mainichi Shimbun, et le vainqueur remporte un prix de 32 000 000 Yen.
L'organisation du tournoi est similaire aux deux autres grands titres japonais, le Kisei et le Meijin. Le détenteur défend son titre chaque année contre le vainqueur de la ligue.

### Vainqueurs
| Joueur          | Années                |
| --------------- | --------------------- |
| Sekiyama Riichi | 1941                  |
| Hashimoto Utaro | 1943, 1950, 1951      |
| Iwamoto Kaoru   | 1945, 1947            |
| Takagawa Kaku   | 1952–1960             |
| Sakata Eio      | 1961–1967             |
| Rin Kaiho       | 1968–1970, 1983, 1984 |
| Ishida Yoshio   | 1971–1975             |
| Takemiya Masaki | 1976, 1980, 1985–1988 |
| Kato Masao      | 1977–1979, 2002       |
| Cho Chikun      | 1981, 1982, 1989–1998 |
| Cho Sonjin      | 1999                  |
| O Meien         | 2000, 2001            |
| Cho U           | 2003, 2004            |
| Takao Shinji    | 2005, 2006, 2007      |
| Hane Naoki      | 2008, 2009            |
| Yamashita Keigo | 2010, 2011            |
| Iyama Yuta      | 2012–2022             |
| Ichiriki Ryo    | 2023-2024             |